# Audi A8 D4
L'Audi A8 D4 (sigla interna Typ 4H) è la terza generazione dell'Audi A8, un'autovettura di lusso prodotta dal 2010 al 2017 dalla casa automobilistica tedesca Audi. Nonostante le venga spesso attribuito il 2010 come anno di inizio della sua carriera commerciale, la sua produzione e commercializzazione cominciarono in realtà nel dicembre del 2009.

## Profilo e storia

### Debutto
Questa nuova generazione dell'ammiraglia di Ingolstadt venne presentata al pubblico il 30 novembre e il 1º dicembre del 2009. Con il suo lancio, la casa dei quattro anelli volle enfatizzare i già notevoli contenuti tecnici e non solo della precedente generazione, allo scopo di renderla più sicura, prestante e confortevole.

### Design esterno ed interno

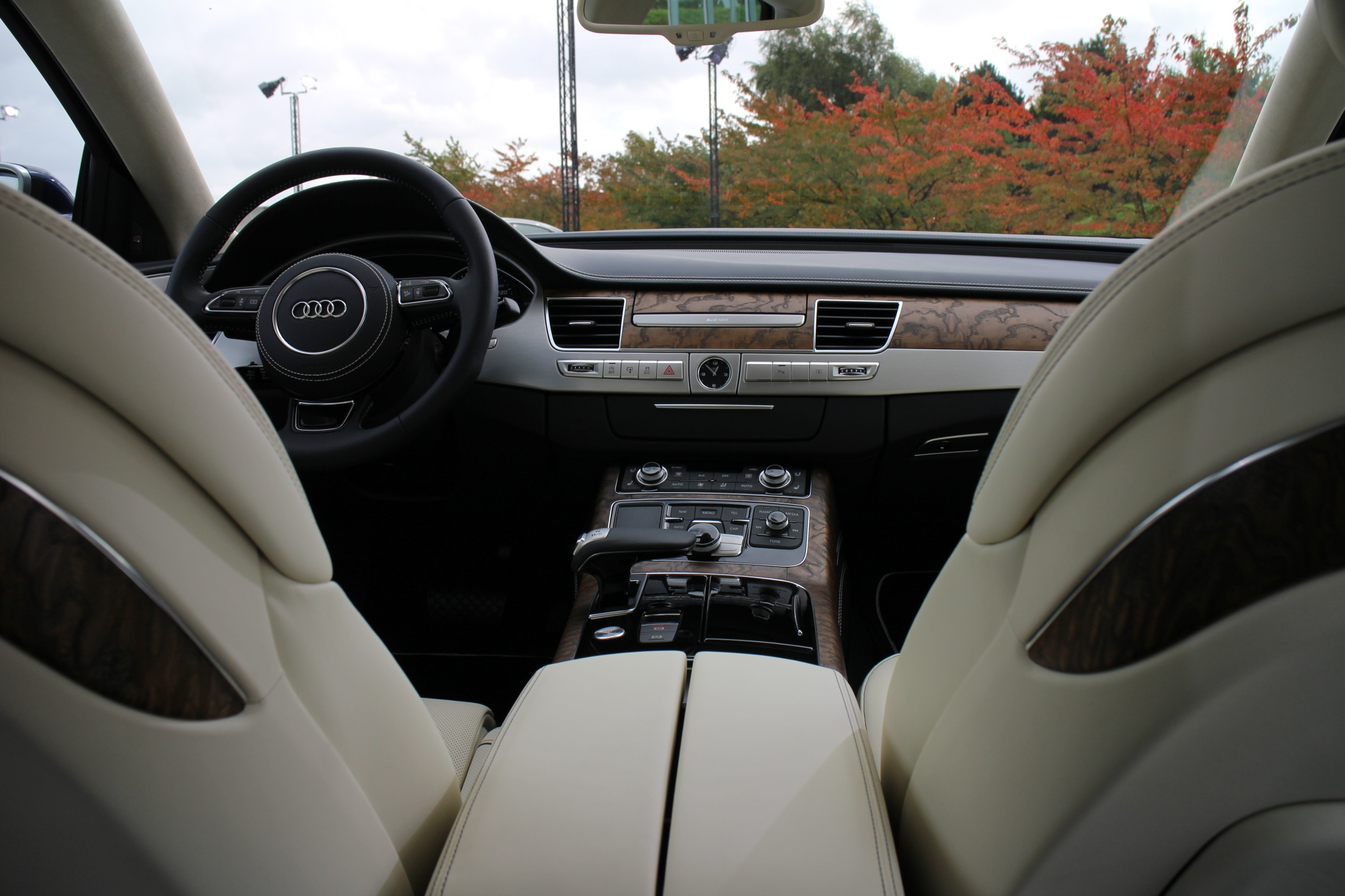
Interno di un Audi A8

Anche la linea della terza generazione della A8 fu caratterizzata dalla proverbiale e tradizionale sobrietà, a tal punto che alcune riviste specializzate descrissero questo aspetto come un difetto della vettura. A parte tali considerazioni, il corpo vettura della A8 D4 risultava cresciuto negli ingombri, sia in lunghezza (circa 7 cm in più), sia in larghezza (45 mm in più) sia in altezza (25 mm in più). Anche il passo risultava aumentato di 5 cm rispetto alla precedente A8, il tutto per conferire alla vettura un aspetto più imponente ed in grado di mantenersi al passo con la concorrenza, sempre agguerrita.
Nonostante fosse stato mantenuto un elevato livello di sobrietà ed eleganza generale, il frontale venne rivisitato in maniera tale da risultare più aggressivo, specie nel taglio dei gruppi ottici anteriori, che in questa nuova generazione dell'ammiraglia di Ingolstadt integrarono per la prima volta la tecnologia a led, risultando così fino a 3 volte più potenti degli ormai obsoleti fari a scarica di gas xeno. Venne inoltre riconfermato e reinterpretato il tema della calandra single frame, mentre lo spazio tra gruppo ottico e presa d'aria inferiore venne tagliato a metà da una breve nervatura. A parte questa breve impennata di estro stilistico, il resto del corpo vettura ripropose in chiave attualizzata i temi stilistici che a suo tempo avevano già suscitato ampi consensi presso la clientela e gli estimatori del marchio dei quattro anelli. E quindi, oltre ad una fiancata oltremodo sobria, pulita e priva di orpelli, nella quale venne ridimensionata addirittura l'inclinazione in avanti della linea di cintura (fatto che fece perdere dinamicità alla linea stessa), venne riconfermata anche una coda dotata di gruppi ottici dalla forma trapezoidale.
Lo spazioso e confortevole abitacolo introdusse novità specie per quanto riguardava i sistemi di controllo elettronici e l'impianto multimediale. In un gruppo plancia-cruscotto ancora impostato con uno schema a strati, ancorché ridisegnato in chiave più moderna, la console centrale integrò un sistema MMI evoluto e dotato di una lavagnetta elettronica su cui il conducente poteva scrivere letteralmente alcune istruzioni che successivamente sarebbero state elaborate ed eseguite dal sistema stesso. Per agevolare tali operazioni, la stessa leva del cambio venne ridisegnata in maniera tale da permettere un comodo appoggio del polso dell'utente.

### Struttura, meccanica e motori

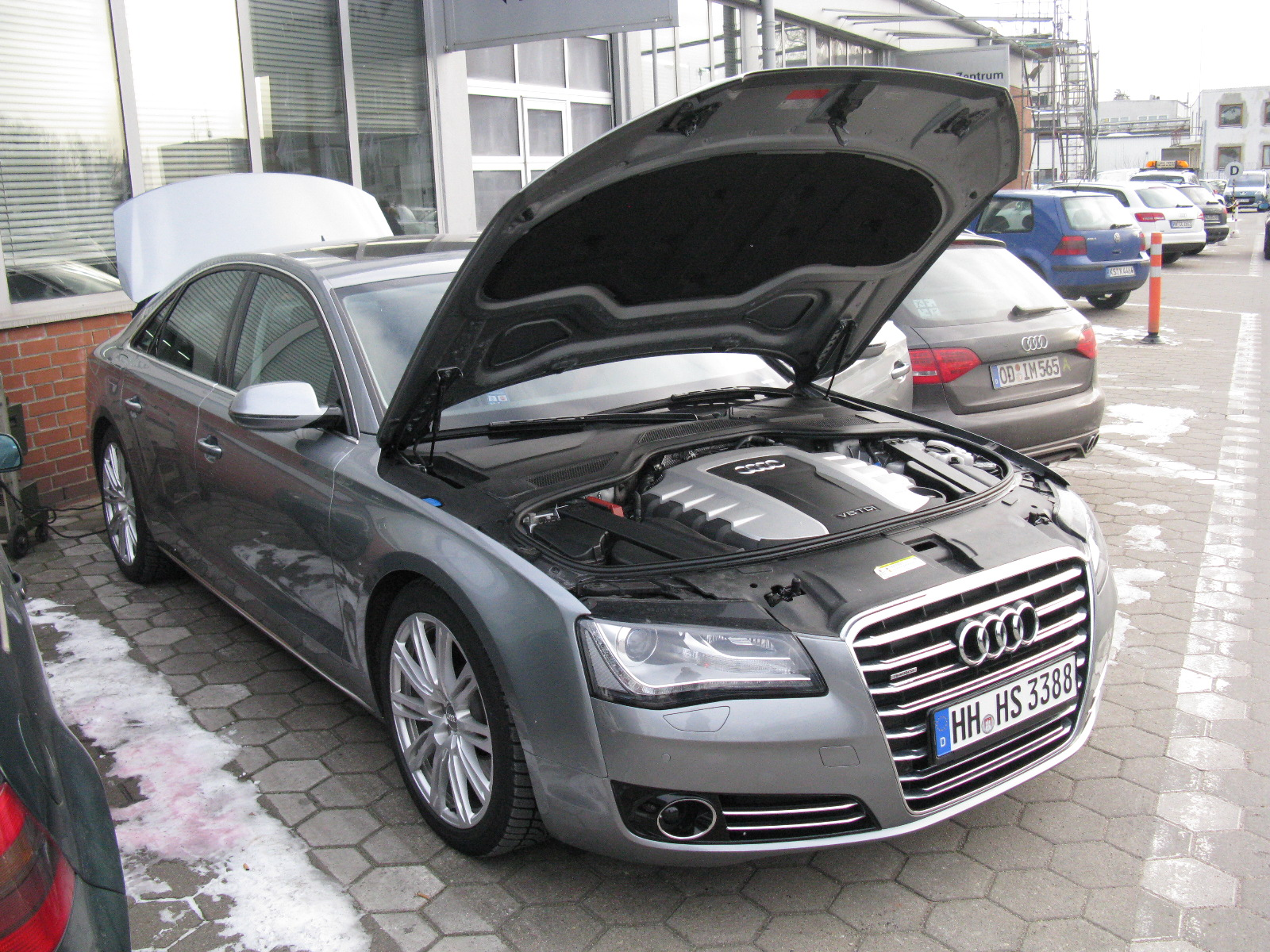
Audi 4,2 V8 Diesel

L'Audi A8 D4 riconfermò come nei modelli precedenti, l'uso dell'ASF (Aluminium Space Frame), la carrozzeria inclusa l'intera struttura delle portiere e dei cofani erano realizzati interamente in alluminio mentre il telaio era realizzato in lega leggera composta da profilati estrusi, fusioni e parti in lamiera d'alluminio, unica eccezione è il montante 'B', ora realizzato in acciaio formato a caldo ad altissima resistenza per aumentare ulteriormente la rigidità della carrozzeria in caso di urto laterale. In questo modo il corpo vettura pesava notevolmente meno rispetto ad uno in acciaio leggero il quale sarebbe più pesante del 45%, risultando quindi l'auto più leggera del suo segmento. Per incrementare la penetrazione aerodinamica, tutto il sottoscocca venne chiuso e sigillato ottenendo un Cx di 0.26. Novità più marcate per quanto riguarda la meccanica telaistica, la terza generazione della A8 presentava un avanzamento di 14,5 cm dell'asse anteriore andando a ridurre lo sbalzo anteriore e a migliorare il bilanciamento dei pesi, all'anteriore ritroviamo il quadrilatero alto ad asse sterzante virtuale in lega di alluminio, la scatola dello sterzo venne spostata in basso e davanti l'asse anteriore, mentre il retrotreno fu rivisto ed era composto da un multilink a 4 bracci sempre in lega di alluminio, l'ammortizzatore ora è direttamente attaccato al portamozzo il che permetteva una miglior risposta. Confermata la soluzione relativa alle molle pneumatiche a gestione elettronica, di serie su tutta la gamma e disponibili a richiesta anche in versione sportiva, cioè ribassate di 10 mm. Gli ammortizzatori erano di tipo idraulico a controllo elettronico, mentre lo sterzo era a cremagliera e l'impianto frenante era a dischi autoventilanti.

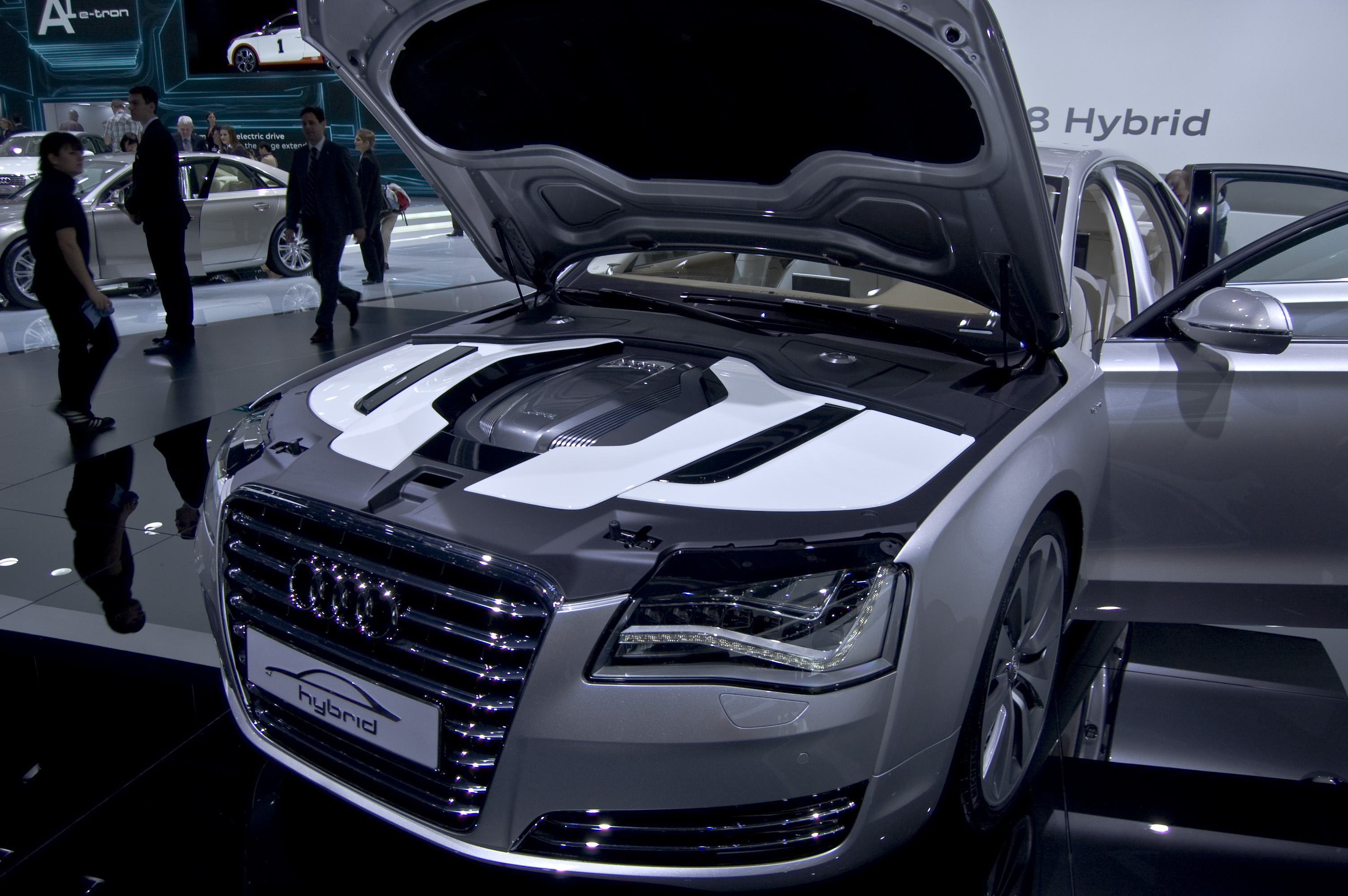
A8 Hybrid

Al suo debutto, la A8 di terza generazione fu prevista in due motorizzazioni:
- 4.2 FSI: motore a benzina con alimentazione ad iniezione diretta, della cilindrata di 4163 cm3 ed in grado di erogare una potenza massima di 372 CV;
- 4.2 TDI: motore a gasolio con doppio turbocompressore, iniezione diretta con tecnologia common rail, cilindrata di 4134 cm3 e potenza massima di 350 CV.

La trasmissione era affidata al nuovo cambio automatico ad 8 rapporti con convertitore di coppia.

## Evoluzione

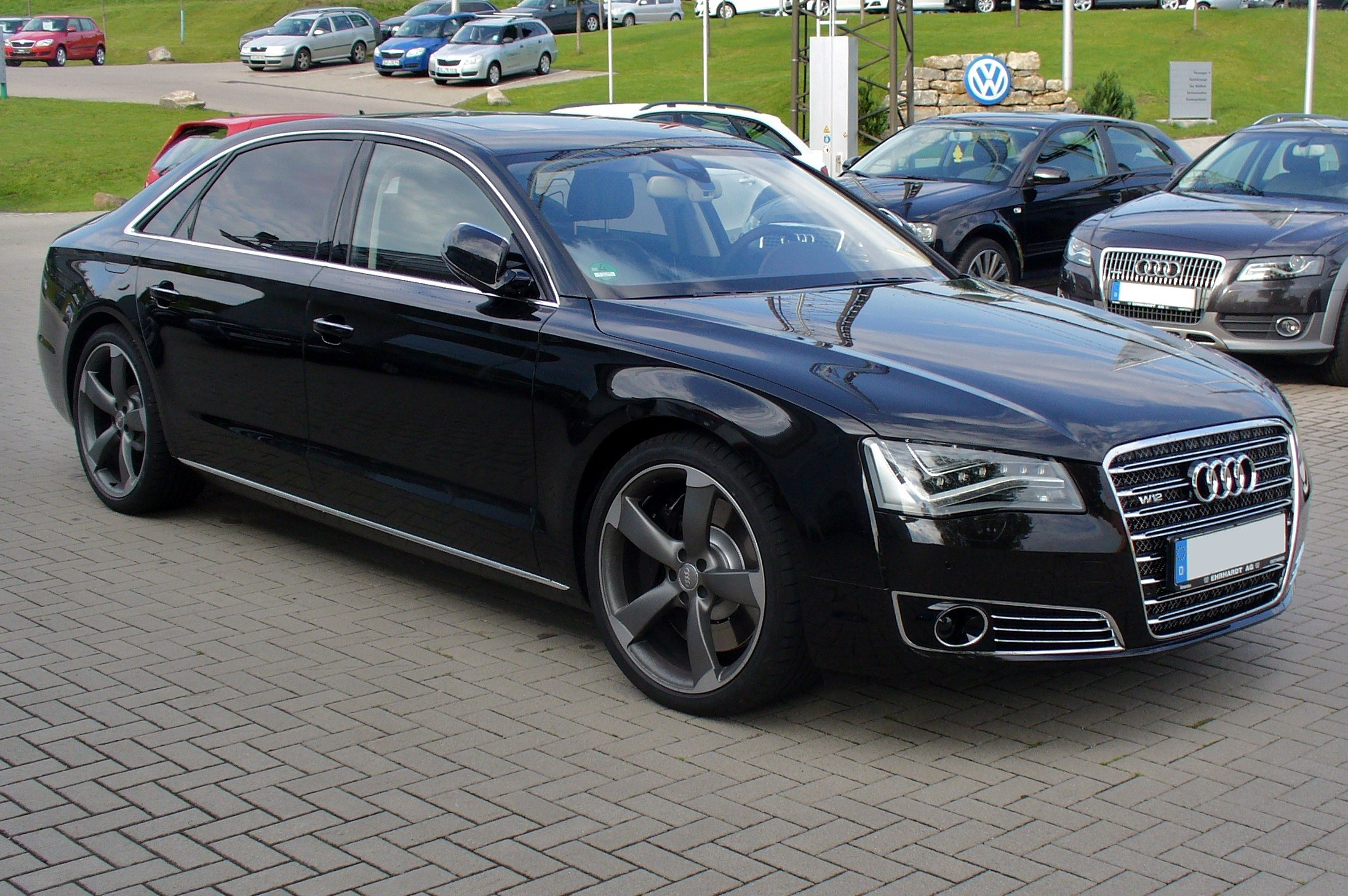
Una A8 L W12

La commercializzazione della A8 D4 fu avviata nel dicembre del 2009, subito dopo la sua presentazione. I primi aggiornamenti alla gamma si ebbero nel giugno del 2010, quando alle due unità da 4,2 litri vennero affiancate due unità da 3 litri, sempre rispettivamente a benzina e a gasolio e con potenze massime di 290 e 250 CV. Il 3 litri a benzina, tra l'altro, non era sovralimentato mediante turbocompressore ma mediante compressore volumetrico. A fine estate venne invece introdotta la versione a passo lungo, ancora una volta con interasse maggiorato di 13 cm e lunghezza complessiva di 5,27 metri. All'inizio del 2011 venne introdotta la versione di punta, equipaggiata da una nuova edizione del mastodontico motore W12, che in questo caso venne portato a 6299 cm3 di cilindrata e la cui potenza salì a 500 CV. A differenza delle precedenti A8 W12, questa venne prevista solo in abbinamento con la carrozzeria a passo lungo e si caratterizzò per i lussuosi interni con rivestimenti in pelle Poltrona Frau. Nell'estate dello stesso anno, il 3.0 TDI venne proposto anche in una più economica versione depotenziata a 204 CV. Questa motorizzazione andò ad equipaggiare la versione di base della A8 D4, quella meno costosa e oltretutto l'unica della gamma ad essere caratterizzata dalla sola trazione anteriore. Nel corso del 2011, poi, cominciò anche la produzione per il mercato cinese, solo in configurazione a passo lungo. La prima di queste A8 era equipaggiata con un 3.0 turbo benzina da 333 CV.

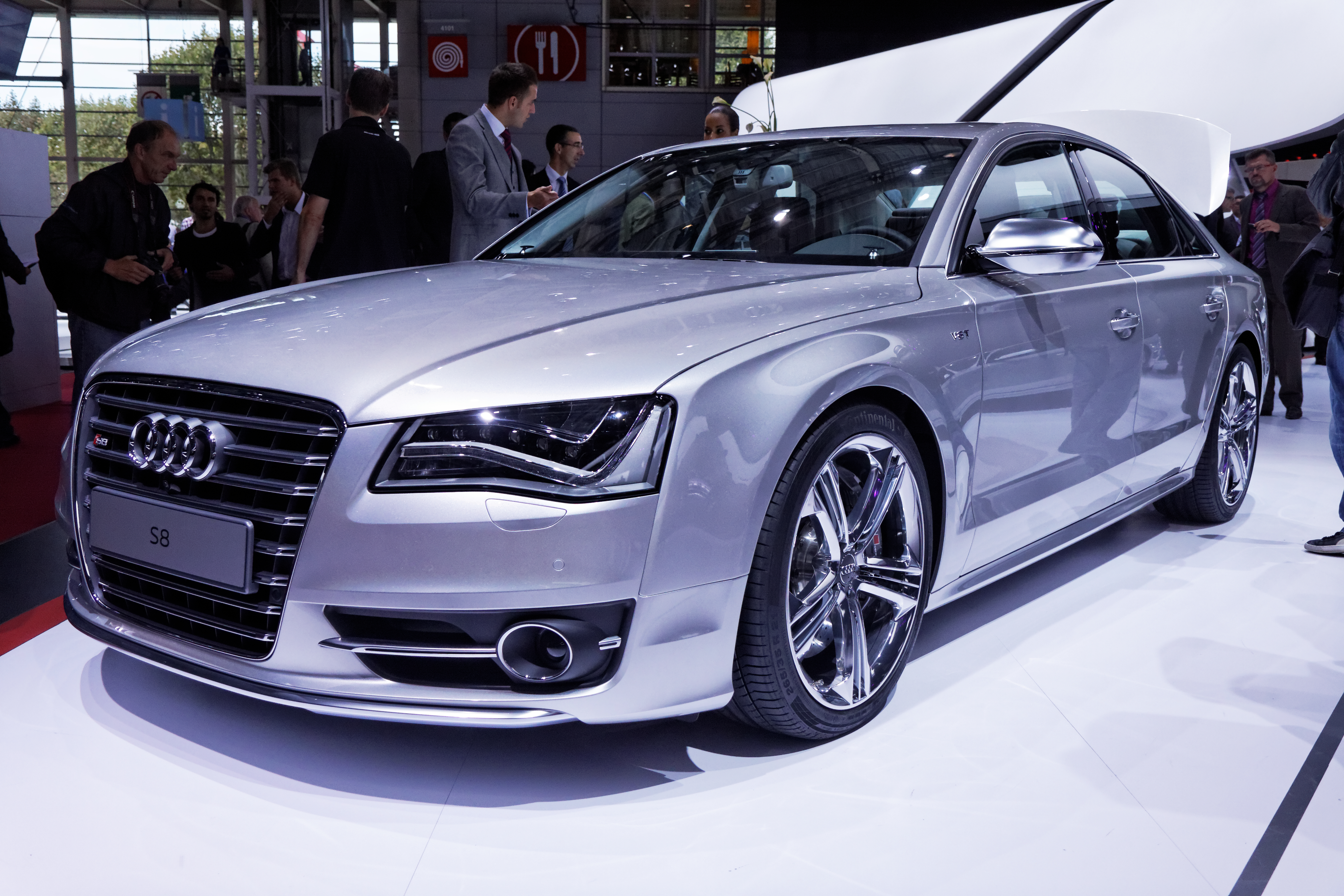
Vista di una S8

Numerose ed interessanti le novità per la primavera del 2012: innanzitutto vi fu il lancio della nuova S8, che rinunciò al V10 da 5,2 litri di origine Lamborghini in favore di un nuovo V8 biturbo da 4 litri e da 520 CV di potenza massima. Tale motore era caratterizzato inoltre dalla possibilità di disattivare quattro degli otto cilindri quando la richiesta di potenza era limitata, in maniera tale da ridurre i consumi di carburante. Esternamente la S8 si riconosceva per i cerchi in lega dal disegno specifico, per le scritte identificative su coda e calandra e per i due terminali di scarico sdoppiati. Tale modello venne previsto solo congiuntamente alla carrozzeria a passo normale. Sulla base del V8 da 4 litri della S8 venne poi realizzato un motore meno sofisticato e potente, sempre biturbo ma con potenza massima di 420 CV. Questo motore andò ad equipaggiare la A8 4.0 TFSI, che nell'aprile del 2012, in contemporanea con il lancio della S8, andò a sostituire la precedente versione con motore aspirato da 4,2 litri e 372 CV. La terza novità di quel periodo fu invece costituita dalla A8 Hybrid, prima A8 a propulsione "elettrificata" ed anche unica A8 finora prodotta a montare un motore a 4 cilindri (in realtà, nello stesso periodo viene prodotta un'altra A8 equipaggiata con un quadricilindrico, ma è destinata unicamente al mercato cinese). Essa era infatti spinta da un motore da 1984 cm3 derivato da quelli di pari cilindrata montati nella Audi di fascia inferiore, con sovralimentazione ottenuta mediante turbocompressore e con potenza massima di 211 CV. A tale propulsore venne accoppiato un motore elettrico da 54 CV, per una potenza totale combinata di 245 CV. Anche la A8 Hybrid fu disponibile sia a passo lungo che a passo normale e, assieme alla A8 3.0 TDI di base, fu prevista unicamente a trazione anteriore. E a proposito della 3.0 TDI di base, essa venne tolta di listino nell'aprile del 2013. 

### Restyling 2013

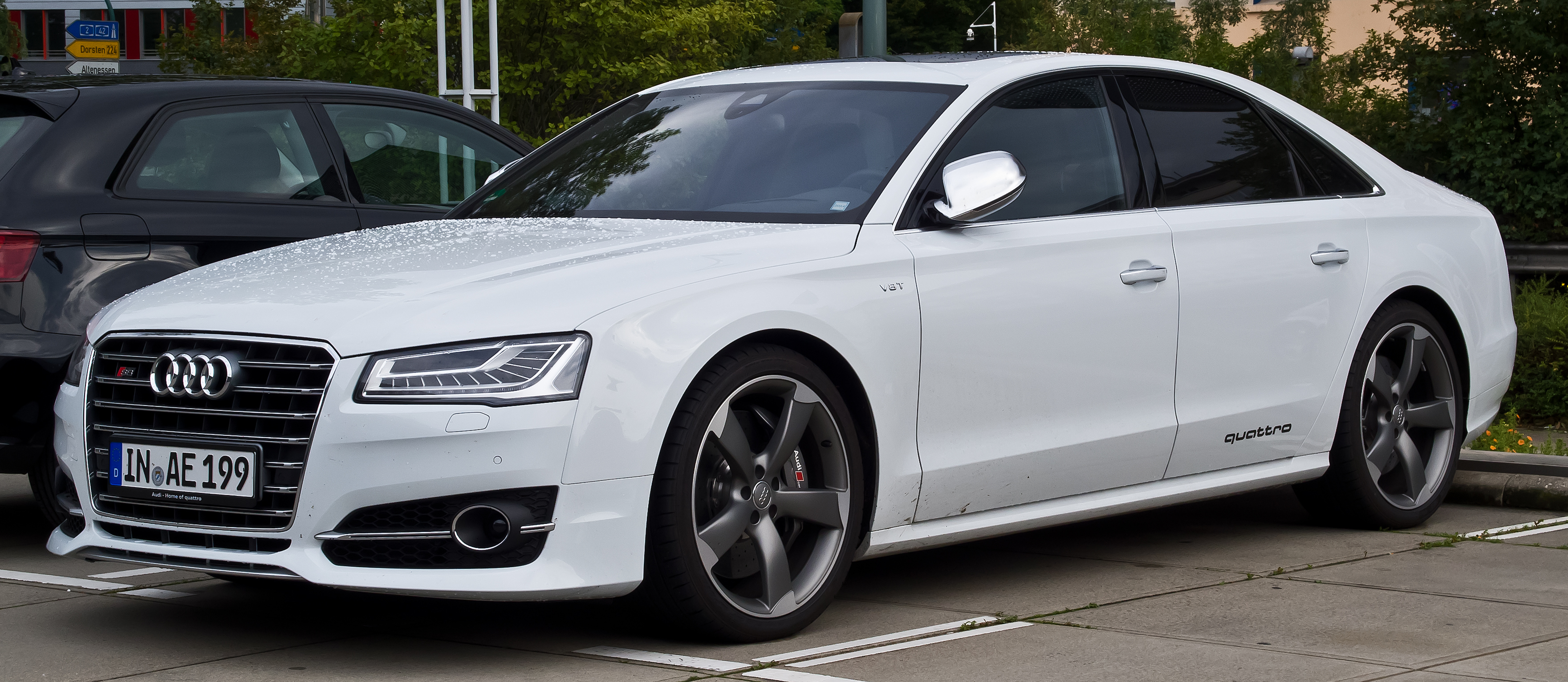
S8 Restyling

Nel settembre 2013 al salone di Francoforte venne presentato il restyling della A8 di terza generazione: venne ridisegnato innanzitutto il paraurti anteriore, con nuove prese d'aria laterali circondate da una sottile cornice cromata e tagliate in due da un altrettanto sottile listello, sempre cromato. Cambiò anche il disegno della grafica delle luci a led, sia quelle anteriori che quelle posteriori. Per quanto riguarda la gamma motori, anche qui le novità furono significative: il 3.0 TFSI passò da 290 a 310 CV e analogamente il 4.0 TFSI passò da 420 a 435 CV. Sul fronte dei motori diesel, si ebbero novità simili, con il 3.0 TDI che salì da 250 a 258 CV, mentre il 4.2 TDI passò da 350 a 385 CV. Rimase presente in gamma, ma invariata, la versione ibrida, ormai l'unica A8 a trazione anteriore della gamma.
A questo punto le novità e gli aggiornamenti si fecero più rari: nell'aprile del 2015 la A8 3.0 TDI venne portata da 258 a 262 CV e venne anche proposta in versione ultra, dotata di alcuni accorgimenti tecnici volti ad abbassarne i consumi. Nel mese di settembre dello stesso anno, invece, scomparve dai listini la versione ibrida, mentre venne introdotta la S8 Plus, in cui il V8 biturbo d 4 litri venne rivisto in profondità arrivando ad erogare ben 605 CV di potenza massima e in cui la velocità massima venne portata a ben 305 km/h autolimitati.
La produzione della A8 D4 cessò nel settembre 2017, sostituita dalla quarta generazione.

## Riepilogo caratteristiche
Di seguito vengono riepilogate le caratteristiche relative alle varie versioni costituenti la gamma della terza generazione dell'Audi A8:
| Audi A8 D4 (2010-17) |             |                         |            |                                                                        |                |                |           |                       |                    |              |                     |                    |                      |                    |
| Modello              | Carrozzeria | Motore                  | Cilindrata | Alimentazione                                                          | Potenza CV/rpm | Coppia Nm/rpm  | Trazione  | Cambio/ N°rapporti    | Massa a vuoto (kg) | Velocità max | Acceler. 0–100 km/h | Consumo (l/100 km) | Emissioni CO2 (g/km) | Anni di produzione |
| Versioni a benzina   |             |                         |            |                                                                        |                |                |           |                       |                    |              |                     |                    |                      |                    |
| A8 3.0 TFSI quattro  | berlina     | CGWA, CGXA              | 2995       | Iniezione diretta, compressore volumetrico, due intercooler            | 290/ 4850-6500 | 420/ 2500-4850 | Integrale | Automatico 8 rapporti | 1.830              | 250          | 6"1                 | 9,1                | 213                  | 06/2010–08/2013    |
| A8 3.0 TFSI quattro  | berlina     | CREA                    | 2995       | Iniezione diretta, compressore volumetrico, due intercooler            | 310/ 5200-6500 | 440/ 2900-4750 | Integrale | Automatico 8 rapporti | 1.830              | 250          | 5"7                 | 7,8                | 183                  | 09/2013-09/2017    |
| A8 3.0 TFSI quattro  | limousine   | CGWA, CGXA              | 2995       | Iniezione diretta, compressore volumetrico, due intercooler            | 290/ 4850-6500 | 420/ 2500-4850 | Integrale | Automatico 8 rapporti | 1.880              | 250          | 6"2                 | 9,3                | 217                  | 09/2010-08/2013    |
| A8 3.0 TFSI quattro  | limousine   | CREA                    | 2995       | Iniezione diretta, compressore volumetrico, due intercooler            | 310/ 5200-6500 | 440/ 2900-4750 | Integrale | Automatico 8 rapporti | 1.880              | 250          | 5"9                 | 7,9                | 184                  | 09/2013-09/2017    |
| A8 4.0 TFSI quattro  | berlina     | CEUA                    | 3993       | Iniezione diretta, due turbocompressori, due intercooler               | 420/5000       | 600/ 1500-4500 | Integrale | Automatico 8 rapporti | 1.895              | 250          | 4"6                 | 9,4                | 219                  | 04/2012–08/2013    |
| A8 4.0 TFSI quattro  | berlina     | CTGA                    | 3993       | Iniezione diretta, due turbocompressori, due intercooler               | 435/ 5100-6000 | 600/ 1500-5000 | Integrale | Automatico 8 rapporti | 1.920              | 250          | 4"5                 | 9,1                | 213                  | 09/2013-09/2017    |
| A8 4.0 TFSI quattro  | limousine   | CEUA                    | 3993       | Iniezione diretta, due turbocompressori, due intercooler               | 420/5000       | 600/ 1500-4500 | Integrale | Automatico 8 rapporti | 1.945              | 250          | 4"7                 | 9,5                | 221                  | 04/2012–08/2013    |
| A8 4.0 TFSI quattro  | limousine   | CTGA                    | 3993       | Iniezione diretta, due turbocompressori, due intercooler               | 435/ 5100-6000 | 600/ 1500-5000 | Integrale | Automatico 8 rapporti | 1.975              | 250          | 4"6                 | 9,2                | 216                  | 09/2013-09/2017    |
| A8 4.2 FSI           | berlina     | CDRA                    | 4163       | Iniezione diretta                                                      | 372/6800       | 445/3500       | Integrale | Automatico 8 rapporti | 1.835              | 250          | 5"7                 | 9,5                | 219                  | 12/2009-04/2012    |
| A8 4.2 FSI           | limousine   | CDRA                    | 4163       | Iniezione diretta                                                      | 372/6800       | 445/3500       | Integrale | Automatico 8 rapporti | 1.885              | 250          | 5"8                 | 9,7                | 224                  | 09/2010-04/2012    |
| S8                   | berlina     | CGTA                    | 3993       | Iniezione diretta, due turbocompressori, due intercooler               | 520/6000       | 650/ 1700-5500 | Integrale | Automatico 8 rapporti | 1.990              | 250          | 4"1                 | 9,6                | 225                  | 04/2012-09/2017    |
| S8 Plus              | berlina     | DDTA                    | 3993       | Iniezione diretta, due turbocompressori, due intercooler               | 605/ 6100-6800 | 750/ 2500-5500 | Integrale | Automatico 8 rapporti | 1.990              | 305          | 3"8                 | 9,9                | 229                  | 09/2015-09/2017    |
| A8 6.3 W12           | limousine   | CEJA, CTNA              | 6299       | Iniezione diretta                                                      | 500/6200       | 625/4750       | Integrale | Automatico 8 rapporti | 2.075              | 250          | 4"6                 | 11,3               | 264                  | 01/2011-09/2017    |
| Versioni a gasolio   |             |                         |            |                                                                        |                |                |           |                       |                    |              |                     |                    |                      |                    |
| A8 3.0 TDI           | berlina     | CLAA, CLAB              | 2967       | Turbodiesel iniezione diretta common rail                              | 204/ 3750-4500 | 400/ 1250-3500 | Anteriore | Automatico 8 rapporti | 1.795              | 235          | 7"9                 | 6                  | 158                  | 08/2011-04/2013    |
| A8 3.0 TDI           | berlina     | CDTA, CMHA              | 2967       | Turbodiesel iniezione diretta common rail                              | 250/ 4000-4500 | 550/ 1500-3000 | Integrale | Automatico 8 rapporti | 1.840              | 250          | 6"1                 | 6,6                | 174                  | 06/2010-08/2013    |
| A8 3.0 TDI           | berlina     | CTBA                    | 2967       | Turbodiesel iniezione diretta common rail                              | 258/ 4000-4250 | 580/ 1750-2500 | Integrale | Automatico 8 rapporti | 1.880              | 250          | 5"9                 | 5,9                | 155                  | 09/2013-04/2015    |
| A8 3.0 TDI           | berlina     | CTBD                    | 2967       | Turbodiesel iniezione diretta common rail                              | 262/ 4000-4250 | 580/ 1750-2500 | Integrale | Automatico 8 rapporti | 1.880              | 250          | 5"9                 | 5,8                | 158                  | 04/2015-09/2017    |
| A8 3.0 TDI           | limousine   | CDTA, CMHA              | 2967       | Turbodiesel iniezione diretta common rail                              | 250/ 4000-4500 | 550/ 1500-3000 | Integrale | Automatico 8 rapporti | 1.890              | 250          | 6"2                 | 6,6                | 176                  | 09/2010-08/2013    |
| A8 3.0 TDI           | limousine   | CTBA                    | 2967       | Turbodiesel iniezione diretta common rail                              | 258/ 4000-4250 | 580/ 1750-2500 | Integrale | Automatico 8 rapporti | 1.935              | 250          | 6"1                 | 6                  | 158                  | 09/2013-04/2015    |
| A8 3.0 TDI           | limousine   | CTBD                    | 2967       | Turbodiesel iniezione diretta common rail                              | 262/ 4000-4250 | 580/ 1750-2500 | Integrale | Automatico 8 rapporti | 1.935              | 250          | 6"1                 | 6                  | 158                  | 04/2015-09/2017    |
| A8 3.0 TDI ultra     | berlina     | CTBD                    | 2967       | Turbodiesel iniezione diretta common rail                              | 262/ 4000-4250 | 580/ 1750-2500 | Integrale | Automatico 8 rapporti | 1.880              | 250          | 5"9                 | 5,7                | 149                  | 04/2015-09/2017    |
| A8 4.2 TDI           | berlina     | CDSB                    | 4134       | Turbodiesel iniezione diretta common rail                              | 350/4000       | 800/ 1750-2750 | Integrale | Automatico 8 rapporti | 1.995              | 250          | 5"5                 | 7,6                | 199                  | 12/2009-08/2013    |
| A8 4.2 TDI           | berlina     | CTEC                    | 4134       | Turbodiesel iniezione diretta common rail                              | 385/3750       | 850/ 2000-2750 | Integrale | Automatico 8 rapporti | 2.040              | 250          | 4"7                 | 7,4                | 194                  | 09/2013-09/2017    |
| A8 4.2 TDI           | limousine   | CDSB                    | 4134       | Turbodiesel iniezione diretta common rail                              | 350/4000       | 800/ 1750-2750 | Integrale | Automatico 8 rapporti | 2.045              | 250          | 5"6                 | 7,7                | 204                  | 09/2010-08/2013    |
| A8 4.2 TDI           | limousine   | CTEC                    | 4134       | Turbodiesel iniezione diretta common rail                              | 385/3750       | 850/ 2000-2750 | Integrale | Automatico 8 rapporti | 2.095              | 250          | 4"9                 | 7,5                | 197                  | 09/2013-09/2017    |
| Versioni ibride      |             |                         |            |                                                                        |                |                |           |                       |                    |              |                     |                    |                      |                    |
| A8 Hybrid            | berlina     | CHJA + motore elettrico | 1984       | Iniezione diretta e turbocompressore, batteria per il motore elettrico | 245            | 480            | Anteriore | Automatico 8 rapporti | 1.870              | 235          | 7"7                 | 6,3                | 145                  | 04/2012-09/2015    |
| A8 Hybrid            | limousine   | CHJA + motore elettrico | 1984       | Iniezione diretta e turbocompressore, batteria per il motore elettrico | 245            | 480            | Anteriore | Automatico 8 rapporti | 1.920              | 235          | 7"9                 | 6,4                | 149                  | 04/2012-09/2015    |

## LeA8"speciali"
Si è già accennato al fatto che la A8 venne prodotta anche per il mercato cinese e solo in versione a passo lungo. Si è già accennato al fatto che la prima motorizzazione resa disponibile per il mercato cinese fu il 3 litri con compressore, motore in grado di erogare 333 CV e in commercio dal 2011. In seguito, la gamma venne ampliata con l'arrivo di un motore 2.5 aspirato da 204 CV ed anche di un 2 litri turbocompresso da 252 CV, anche questo un motore a 4 cilindri, sebbene la sua diffusione sia limitata al solo mercato cinese.
Oltre alle A8 cinesi, la A8 venne prevista in un'altra versione, stavolta di tipo "fuoriserie" in quanto si tratta a tutti gli effetti di una carrozzeria speciale. Tale versione, denominata Security, fu di fatto la versione blindata destinata a cariche statali o simili. Tale versione arrivava a pesare ben 35 quintali a causa dell'utilizzo di lamierati in acciaio assai spessi, così come assai spesse furono anche le superfici vetrate. Questa versione, disponibile anch'essa a passo lungo, era equipaggiata solo con il W12 da 6,3 litri e la sua velocità massima fu autolimitata a 210 km/h.